# Niederhollabrunn
Niederhollabrunn est une commune autrichienne du district de Korneuburg en Basse-Autriche.